# Stazione di San Michele di Serino
Stazione di San Michele di Serino vasútállomás Olaszországban, San Michele di Serino településen.

## Vasútvonalak
Az állomást az alábbi vasútvonalak érintik:
- Cancello–Avellino-vasútvonal

## Kapcsolódó állomások
A vasútállomáshoz az alábbi állomások vannak a legközelebb:
- Stazione di Serino
- Stazione di Avellino